# Álgebra mediana
En matemática, un álgebra mediana es un conjunto con un operador ternario < x,y,z > que satisface los siguientes axiomas, los cuales generalizan la noción de mediana o función mayorante, como una función booleana:
1. absorción por la derecha: {\displaystyle \langle u,v,v\rangle =v}
2. simetría por la derecha: {\displaystyle \langle u,v,w\rangle =\langle u,w,v\rangle }
3. simetría por la izquierda: {\displaystyle \langle u,v,w\rangle =\langle v,u,w\rangle }
4. transitividad: {\displaystyle \langle u,v,\langle u,w,x\rangle \rangle =\langle u,\langle u,v,w\rangle ,x\rangle }

El segundo y tercer axioma implican conmutatividad. Es posible (pero no sencillo) demostrar que en presencia de los otros tres, el tercer axioma es redundante. El cuarto axioma implica asociatividad.
Existen otros posibles sistemas axiomáticos, como por ejemplo los siguientes dos axiomas, que también son suficientes:
- {\displaystyle \langle u,v,v\rangle =v}
- {\displaystyle \langle u,v,\langle u,w,x\rangle \rangle =\langle u,x,\langle w,u,v\rangle \rangle }

En un álgebra de Boole, o más general en un retículo distributivo, la función mediana {\displaystyle \langle x,y,z\rangle =(x\vee y)\wedge (y\vee z)\wedge (z\vee x)} satisface estos axiomas. Por lo tanto, cada álgebra de Boole y cada retículo distributivo forman un álgebra mediana.
Birkhoff y Kiss demostraron que un álgebra mediana con elementos {\displaystyle 0} y {\displaystyle 1} que satisfacen {\displaystyle \langle 0,x,1\rangle =x} es un retículo distributivo.

## Relación con grafos medianos
Un grafo mediano es un grafo no dirigido en que para cualesquiera tres vértices x, y, z existe un único vértice < x,y,z > que pertenece a los caminos más cortos entre todos los pares conformados por ellos. Cuando un grafo es mediano, la operación < x,y,z > define un álgebra mediana cuyos elementos son los vértices del grafo.
Al revés, en cualquier álgebra mediana, uno puede definir un intervalo [x, z] como el conjunto de elementos y tales que < x,y,z > = y. Se puede definir así un grafo desde un álgebra mediana creando un vértice por cada elemento del álgebra y una arista por cada par (x, z) tal que el intervalo [x, z] no contenga elementos adicionales. Si el álgebra posee la propiedad de que cada intervalo sea finito, entonces este grafo es un grafo mediano, que es exactamente representado por el álgebra, y en que la operación mediana definida por los caminos más cortos en el grafo coinciden con la operación mediana del álgebra original.